# کوادیک
کوادیک (به هلندی: Kwadijk) یک منطقهٔ مسکونی در هلند است که در Zeevang واقع شده‌است. کوادیک ۵٫۶۶ کیلومتر مربع مساحت و ۷۹۳ نفر جمعیت دارد.